# Семь Братьев и Одна Сестра
Семь Бра́тьев и Одна́ Сестра́ (Семь Бра́тьев, Семёрка) — скалы-останцы на вершине Семибратской горы Среднего Урала. Находятся в Невьянском районе Свердловской области России, в 6 километрах от посёлка Верх-Нейвинского.
Место произрастания редких растений. Место сходок рабочих и гибели героев Гражданской войны. Геоморфологический, ботанический и историко-революционный памятник природы. Популярное место туризма и скалолазания.

## География
Скалы Семь Братьев и Одна Сестра расположены в средней части Невьянского района, в 6 километрах к юго-востоку от посёлка Верх-Нейвинского, в лесистой местности, на вершине Семибратской горы высотой в 422,5 м над уровнем моря.
Скалы представляют собой 7 каменных столбов, имеющих общее основание. Семь Братьев являются геоморфологическим, ботаническим и историко-революционным природным памятником.
Скалы Семь Братьев относятся к Верх-Исетскому гранитному массиву. Они сложены из матрацевидных пластов гранитоидов (гранитов и гранодиоритов), рассечённых на плиты. Скальная гряда вытянута примерно на 150 м с запада на восток на гребне горы. Относительная высота отдельных скал около 25 метров, максимальная высота — 45 метров. В некотором отдалении к западу от братьев располагается одиночный останец, среди путешественников получивший название Сестра, а к востоку — Скала Любви (или Колдун).
Если скалы считать по порядку с востока, первый «брат» напоминает по очертаниям хищную птицу, за что его в народе прозвали Камень-Птица. Относительная высота данной скалы — 25 метров. Второй «брат» высотой около 20—25 м напоминает каменный гриб. Третий «брат» также примерно в 25 м высотой и похож на башню, которая расширяется кверху. Четвёртая скала, так называемый «Старший брат», имеет наибольшую среди всех высоту — 45 м. Скала представляет собой огромный столб, сужающийся кверху и похожий на башню старинной крепости. Пятый «брат» похож на причудливых очертаний колонну. Шестой и седьмой «братья» разделены между собой расщелинами, в которых обычно сыро.
Гряда Семь Братьев используется для полезных тренировок скалолазов разного уровня (от новичка до мастера спорта).

### Маршрут к скалам
На автобусном или автомобильном транспорте можно добраться лишь до СНТ «Заречное» (находится на ЛЭП СУГРЭС — Песчаная-2), после чего до скал ещё останется путь длиной 4,6 километров по лесной дороге. На автомобиле можно добраться следующим образом: на 6-м километре подъездной дороги от Серовского тракта к посёлку Верх-Нейвинскому, в районе СНТ «Металлург», сделать поворот налево, после чего продолжать движение по асфальтированной дороге до запруды на реке Первой, к югу от которой есть неохраняемая стоянка для автотранспорта.
Далее движение можно продолжить лишь пешком, либо на транспорте, предназначенном для движения по бездорожью: на велосипеде, мотоцикле, квадроцикле, вездеходе, внедорожнике или снегоходе. От стоянки в районе Первой речки ведёт лесная дорога на юго-запад/юг (перпендикулярно ЛЭП), которая является частью старой Таватуйской дороги. В 1,5 километрах по ходу движения от ЛЭП расположена небольшая поляна. Слева расположен Семибратский родник на малой и едва заметной реке Второй.
Здесь необходимо сделать поворот налево и продолжать движение ещё примерно 3 километра по лесной дороге до скал. По пути от родника до скал расположены три поляны (открытые места). За километр до скал начинается подъём на Семибратскую гору, вершину которой и венчают скалы-останцы. Первой скалой на пути будет отдельно стоящая от основной гряды Сестра.

## История

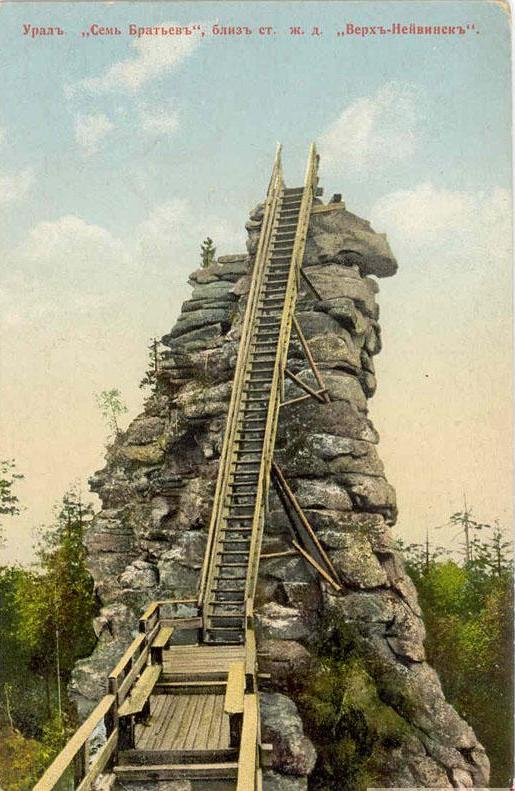
Фото В. Л. Метенкова

Скалы Семь Братьев были излюбленным местом путешественников уже в начале XX века. Они упомянуты краеведом В. А. Весновским в его «Иллюстрированном путеводителе по Уралу» 1904 года:

«Скала „Семь братьев“… Здесь любимое место для пикников и прогулок».
В те времена Семь Братьев были местом тайных сходок рабочих Верх-Нейвинского завода. На западной стороне скал большевиками ранее была сделана надпись: «Да здравствуетъ соціальная революція!» По словам местных краеведов, она появилась ещё летом 1912 года. В то время Верх-Нейвинск посетил бывший глава Пермской губернии Александр Владимирович Болотов. Он изволил посетить и знаменитые Семь Братьев. Революционно настроенные заводчане Ф. А. Верёвкин, Ф. А. Воробьёв и П. А. Фирсов вывели чёрной краской на граните призыв к революции.
В начале XX века на западном останце — скале Птице — находилась смотровая площадка, куда вела деревянная лестница, которая сохранялась до 1930-х годов. Лестница сгнила, и вскоре её убрали. Она запечатлена на одной из дореволюционных фотографий, которые сделал Вениамин Леонтьевич Метенков — известный русский фотограф и фотолетописец Урала.
Скульптуру Ангела Единой Надежды, находящуюся сейчас ныне на одной из скал природного парка «Оленьи Ручьи», изначально хотели установить на скалах Семь Братьев. Против такой затеи выступили чиновники соседнего Новоуральска, якобы Ангел испортит вид скал.

## Предания о скалах
О появлении скал Семи Братьев существует множество поверий и преданий.
В июне 1963 года учениками школы № 7 посёлка Исеть со слов женщины-старожила села Таватуй (ныне посёлок) Марии Макаровны Ильиной записана такая легенда:

«В давние времена жил на Верх-Нейвинском заводе жестокий управляющий. Издевались над народом и его семь сыновей и дочь. Не стерпели рабочие притеснений и тёмной ночью подожгли они дом управляющего. Управляющий сгорел, а дети его убежали в лес. Погнались за ними рабочие и на высокой горе настигли сестру. От её крика окаменели братья, да и сама она превратилась в скалу».
Так как в Верх-Нейвинской даче ранее насчитывалось целых 86 золотых рудников, это тоже породило байку о появлении скал:

«Напали раз на семерых братьев-золоискателей разбойники. Целый день сражались они с братьями, но одолеть их не могли. Под вечер один из разбойников крикнул: „Да что они, каменные что ли!“ Темнота не позволила им разглядеть противников, и, когда взошла луна, разбойники с ужасом увидели, что перед ними каменные столбы».
Существует предание, связанное с промышленником Никитой Демидовым:

«Решили государевы люди сделать проверку у Никиты Демидыча. Не чеканит ли заводчик у себя в Невьянске серебряные монеты? Но Демидовым кто-то донёс об этой инспекции. Собрали они несколько сундуков с деньгами и велели их закопать в одной горе. Охранять драгоценности поставили семерых братьев. Проверка на Невьянском заводе шла долго. Братья на горе замёрзли от холода и превратились в каменных великанов. А клад так до сих пор лежит под скалами Семь Братьев».
В поверьях о возникновении Семи Братьев упоминается и Ермак Тимофеевич — русский казачий первопроходец в Сибирь:

«Когда Ермак шел в этих местах, ему мешали семь волшебников. Горы на дорогу наваливали одну за другой. Пошёл тогда Ермак на них с крестом да молитвой, от этого они в утёсы превратились. И будут стоять до страшного суда проклятые».
Впрочем, достоверно известно, что Ермак на верх-нейвинских землях не бывал.
Одно из преданий связано с волшебным ожерельем:

«Жило когда-то в этих краях племя, у вождя было ожерелье волшебное из семи камней. Решили как-то недруги это ожерелье отобрать. Долго длился бой за камни самоцветные магические, много крови пролилось. В последнюю минуту успел вождь, израненный в бою, забросить ожерелье на вершину высокой скалы и заклинание прошептать. После этого рассыпалось ожерелье и превратилось в семь каменных башен — унести их в края чужеземные стало попросту невозможно».

## В символике
Скалы Семь Братьев и Одна Сестра являются частью официальных символов посёлка Верх-Нейвинского — его герба и флага.
Поскольку два данных символа почти повторяют друг друга, значения отдельных частей этих произведений схожи. В нижней части герба и флага расположена восьмиконечная звезда, обозначающая скалы Семь Братьев и Одна Сестра. Семь золотых ромбов указывают на саму гряду Семи Братьев, а восьмой ромб (серебряный) — на скалу Сестру.
Скалы Семь Братьев упомянуты также и в неофициальной символике посёлка Верх-Нейвинского. К 355-летию посёлка и 255-летию металлургического завода в 2017 году был проведён конкурс на создание гимна Верх-Нейвинска, в котором одержал победу местный житель Николай Петрович Бурчаков, чьё произведение было признано комиссией лучшим. Один из куплетов гимна звучит так:
Белеющий парус над гладью пруда

И скалы Семь Братьев — на страже всегда.

Так пусть процветает посёлок родной,

Он — маленький винтик России большой!

## Галерея

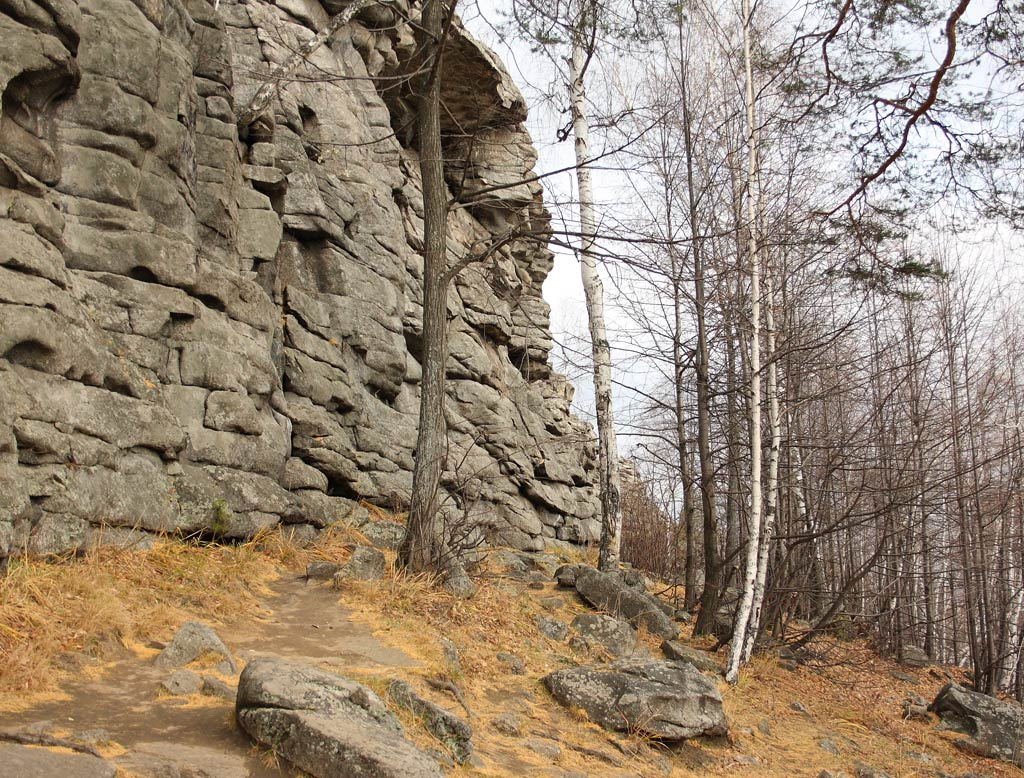
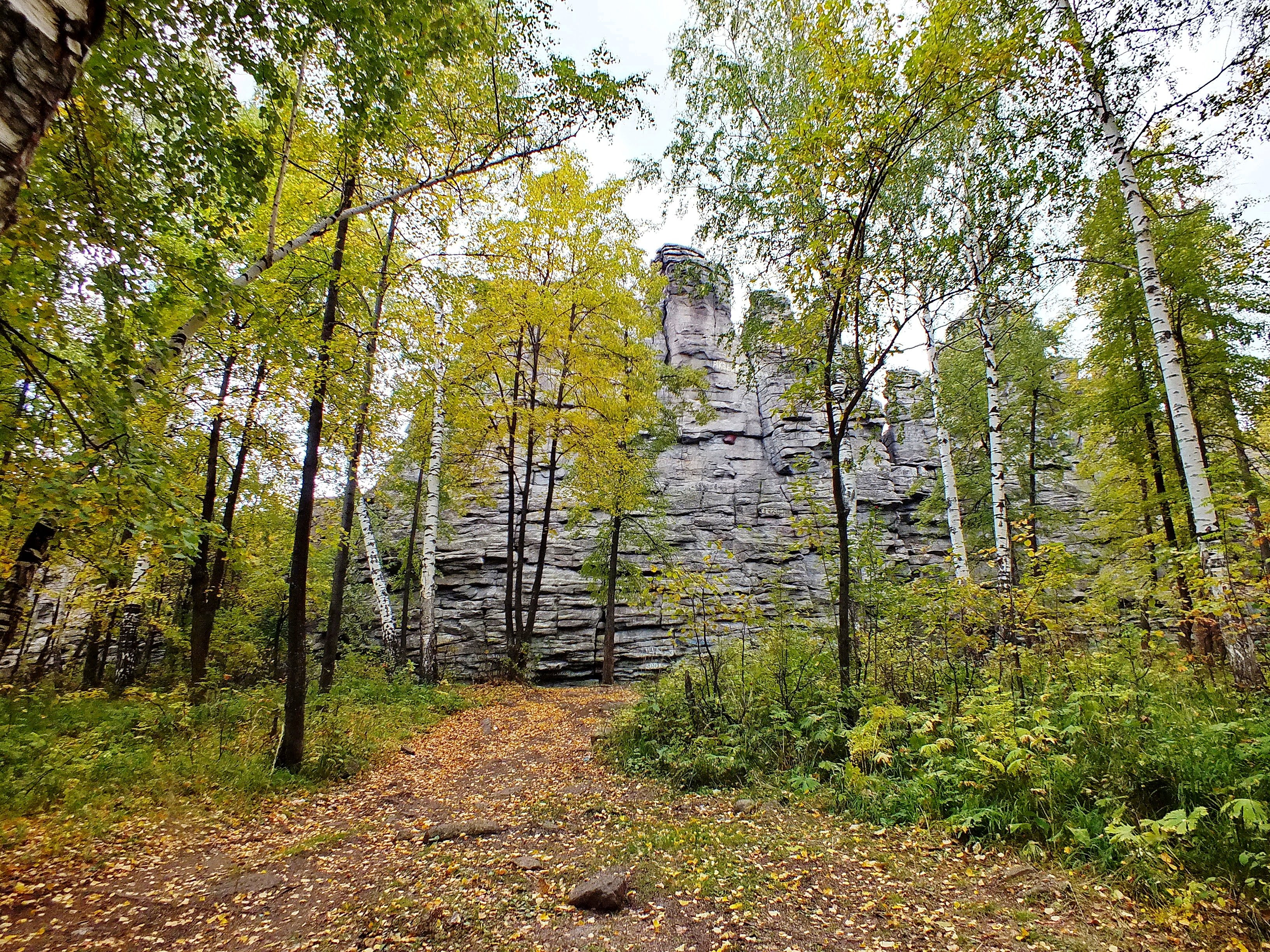
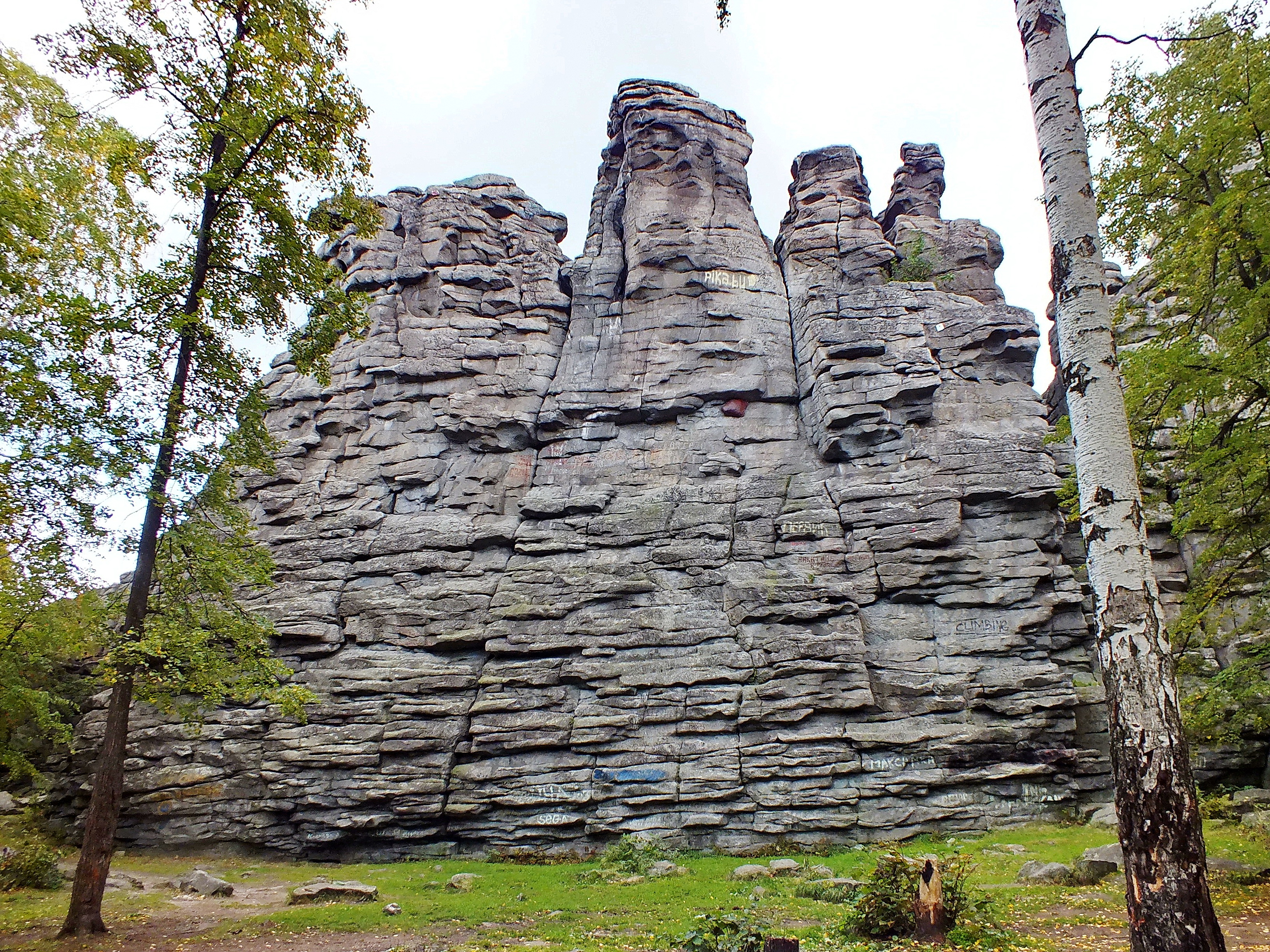
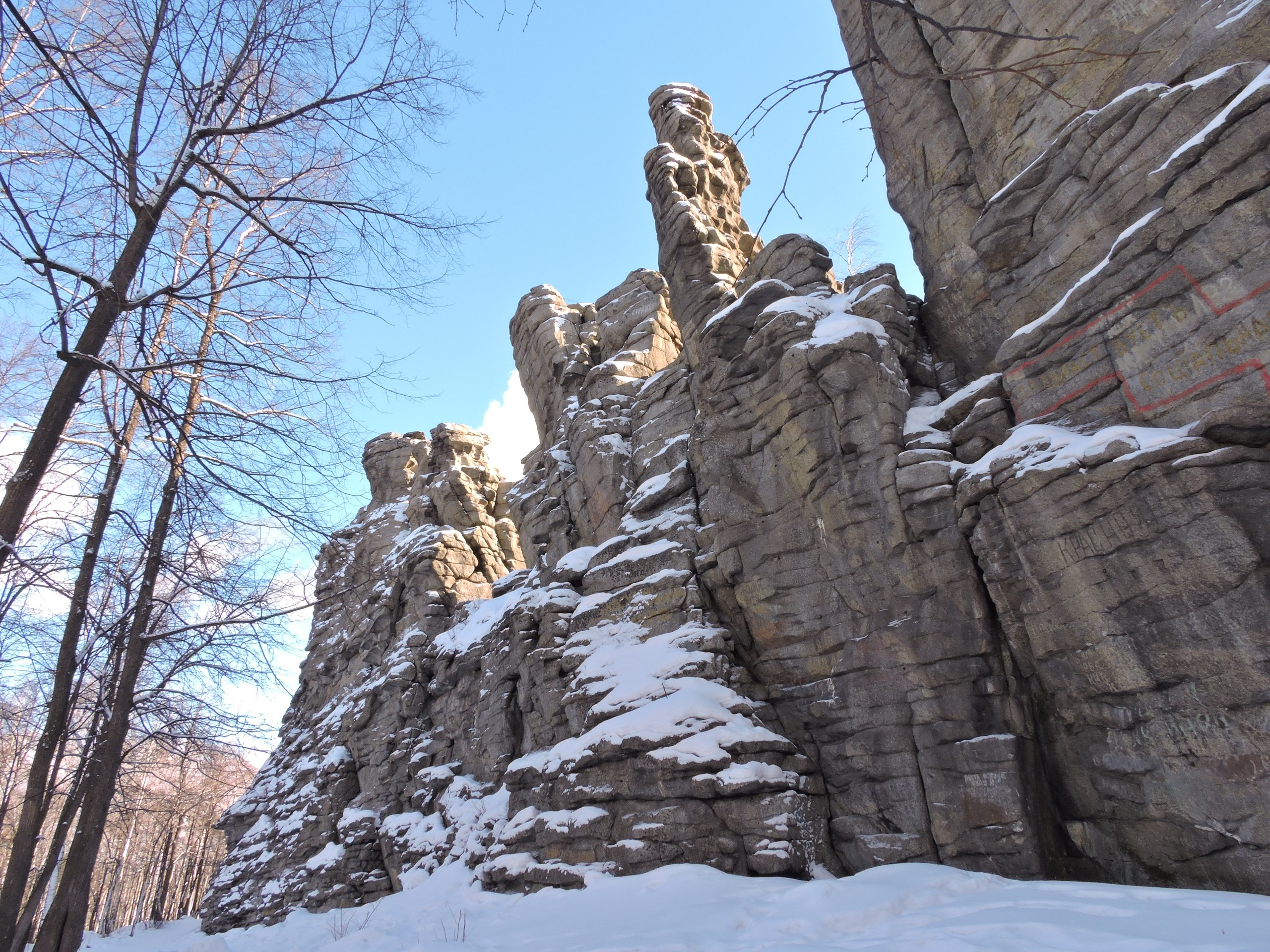
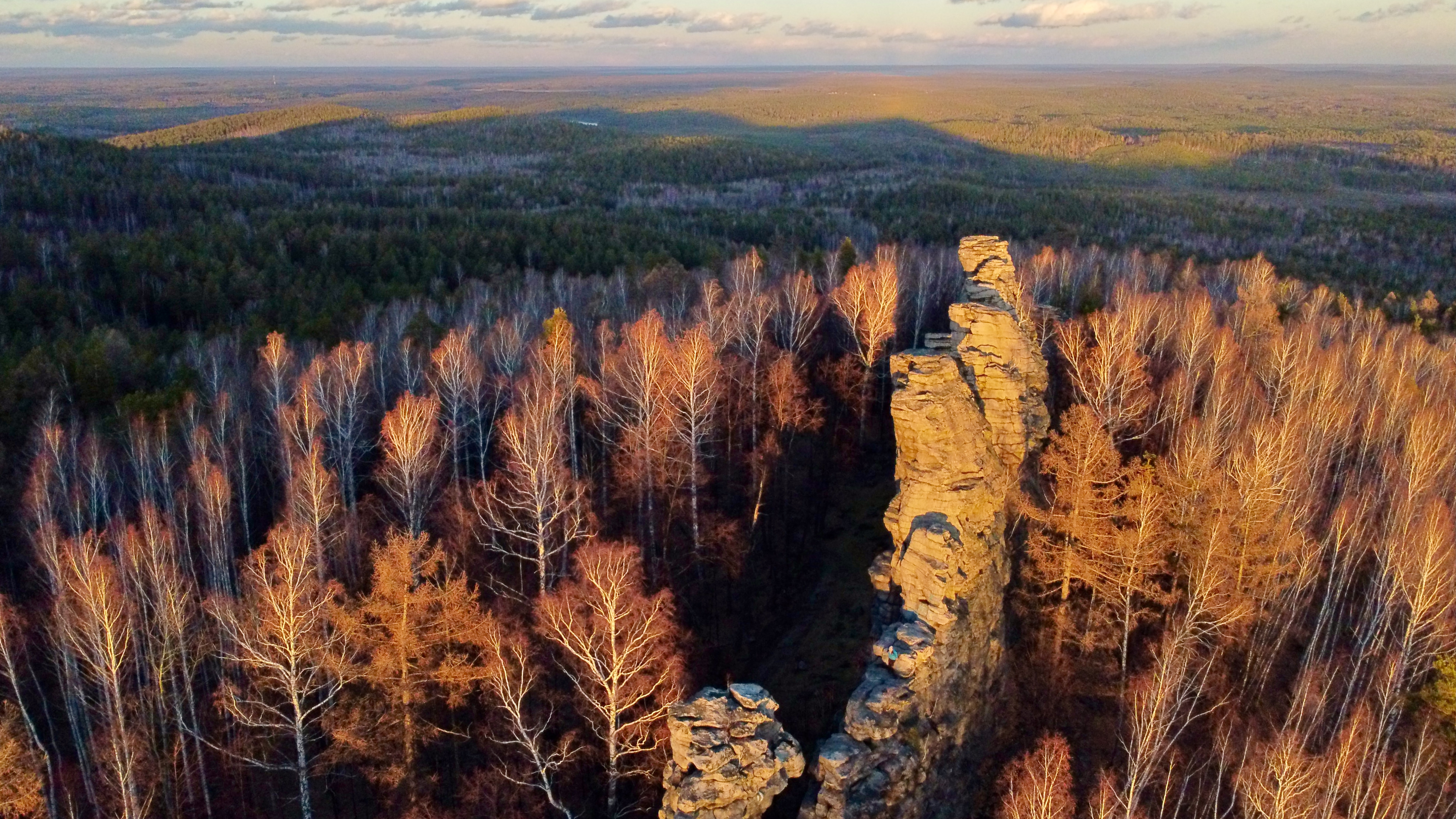
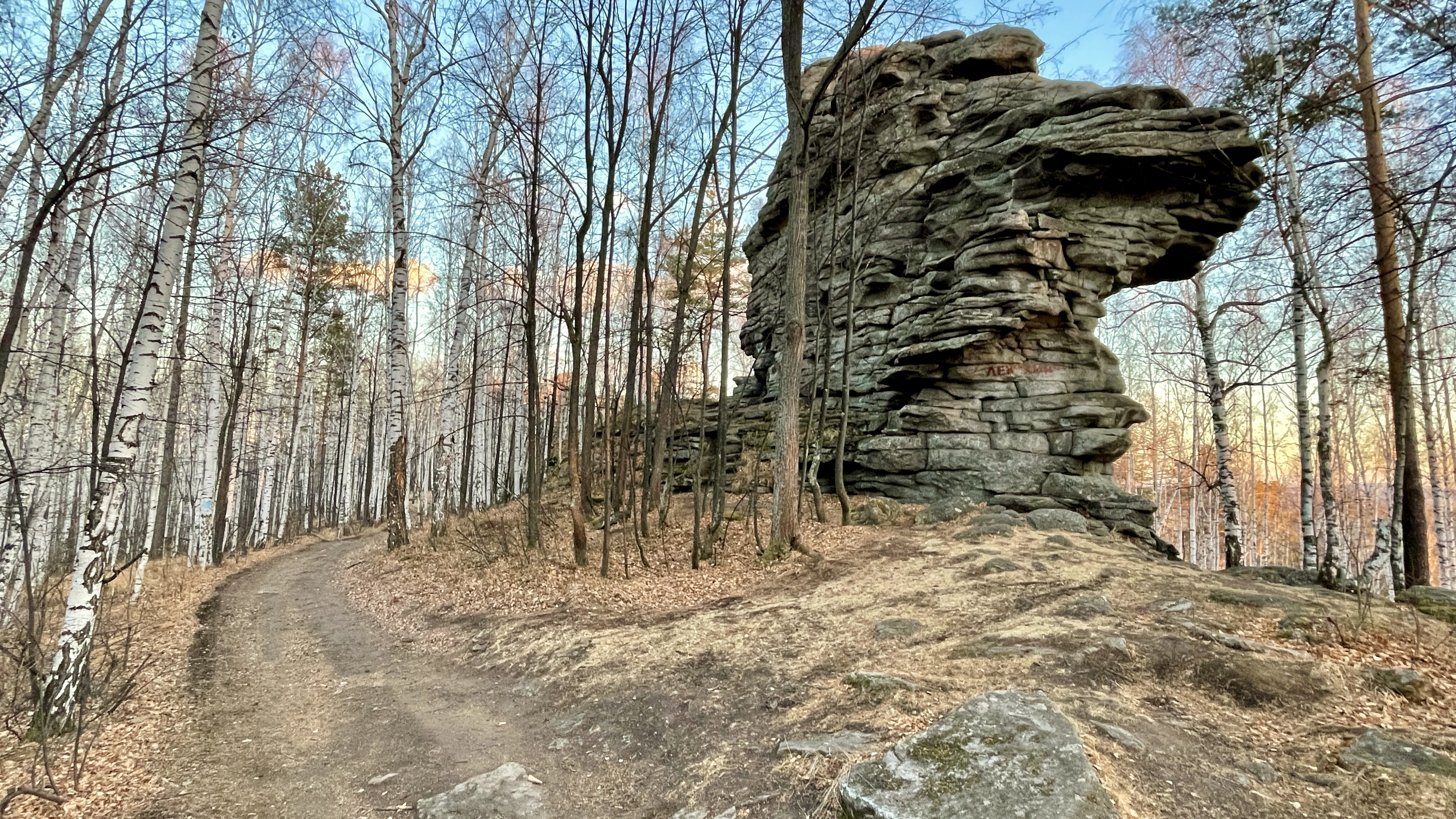
Скала Сестра